# Habsburg–Toscanai Henrik Ferdinánd főherceg
Habsburg–Toscanai Henrik Ferdinánd Szalvátor főherceg (Erzherzog Heinrich Ferdinand Salvator Maria Joseph Leopold Karl Ludwig Pius Albert Rupert Katharina von Ricci von Österreich-Toscana, Salzburg, 1878. február 13. – Salzburg, 1969. május 21.) osztrák főherceg, Toszkána hercege, császári és királyi vezérőrnagy, festő és fényképész.

## Élete

### Származása, testvérei
Henrik Ferdinánd Szalvátor főherceg 1878. február 13-án született Salzburgban. Édesapja IV. Ferdinánd (1835–1908) volt, Toszkána utolsó nagyhercege, II. Lipót toszkánai nagyhercegnek és az olasz Bourbon (Borbone) házból való Mária Antónia nápoly–szicíliai királyi hercegnőnek legidősebb fia.
Édesanyja Ferdinánd második felesége, a Bourbon-házból származó Aliz Bourbon–parmai hercegnő (1849–1935) volt, III. Károly parmai herceg és Lujza Mária Terézia francia királyi hercegnő leánya. A házaspárnak tíz gyermeke született (Habsburg–Toscanai főhercegek és főhercegnők):
1. Lipót Ferdinánd Szalvátor főherceg (1868–1935), későbbi polgári nevén Leopold Wölfling,
2. Lujza Antonietta főhercegnő (1870–1947), aki III. Frigyes Ágosthoz (1865–1932), Szászország utolsó királyához ment feleségül,
3. József Ferdinánd Szalvátor főherceg (1872–1942), cs. és kir. vezérezredes, első világháborús hadseregparancsnok.
4. Péter Ferdinánd Szalvátor főherceg (1874–1948), aki II. Ferenc nápoly–szicíliai király unokahúgát, Mária Krisztina Karolina hercegnőt (1877–1947) vette feleségül.
5. Henrik Ferdinánd Szalvátor főherceg
6. Anna Mária Terézia főhercegnő (1879–1961), aki 1901-ben Johannes zu Hohenlohe–Bartenstein und Jagstberg német herceghez (1863–1921) ment feleségül.
7. Margit Mária Albertina főhercegnő (1881–1965)
8. Germána Mária Terézia főhercegnő (1884–1955)
9. Róbert Szalvátor főherceg (1885–1895)
10. Ágnes Mária Terézia főhercegnő (1891–1945)

### Tanulmányai, pályafutásának kezdete
A toszkánai nagyhercegi család az Olasz Királyság kikiáltása után Salzburgba költözött. Henrik Ferdinánd 1891-ig élt a szülői házban, ahol modern nevelést kapott, a Monarchia több nyelvét is megtanulta. A mährisch-weißenkircheni (ma: Hranice na Moravě) katonai főreáliskolát, majd a bécsújhelyi Mária Terézia Katonai Akadémiát (Theresianische Militärakademie) járta ki. 1897-ben az Aranygyapjas rend lovagja lett. 1903-ban főhadnagyként a brünni 6. sz. dragonyosezrednél lépett szolgálatba, és még ebben az évben százados lett ugyanebben az ezredben. 1906-tól 1914-ig egészségügyi okokból szabadságon volt. Más főhercegekhez hasonlóan, akik a politikai és üzleti élet irányításában nem vehettek részt, Henrik Ferdinánd érdeklődése más területek felé fordult. Autodidakta módon fényképezést, könyvkötészetet és botanikát tanult, autót vezetett és József Ferdinánd bátyjához hasonlóan kedvelte a léghajózást is. Fényképeit maga hívta elő, napórákat készített, citerázott és gyermekkönyveket illusztrált. Maria Karoline Ludescher-rel együtt (aki később felesége lett) előbb Münchenben, majd Enns-ben és Bécsben élt. Festészetben is továbbképezte magát: rézkarc-készítést és akvarell-festészetet tanult.

### Az első világháborúban
Az első világháború elején újra szolgálatba helyezték, és Galíciában, majd az olasz fronton szolgált. 1917-ben megjelent írásában (Die Wasserstraße Mitteleuropas magyarul Közép-Európa vízi útjai) támogatta egy, az Északi-tenger és a Duna között létesítendő csatorna tervét, valamint a Német Császárság és az Osztrák–Magyar Monarchia egyesítését. 1917. augusztus 16-án vezérőrnaggyá léptették elő. 1918. február 2-án szabadságolták, majd december 1-én szolgálaton kívül helyezték. Katonai pályafutása ezzel véget ért.

### Házasságai, gyermekei
Péter Ferdinánd 1919. november 29-én vette feleségül Münchenben Maria Karoline Ludeschert (1883–1981), Johann-Georg Ludescher és Barbara Prantl lányát, aki polgári családból származott. Három gyermekük született, mindhárom még házasságon kívül:
- Heinrich (1908–1968)
- Ottmar (1910–1988)
- Veronika (1912–2001)

### A háború után
A világháború után visszavonult a közélettől. Elfogadta az Osztrák Köztársaság Habsburg-törvényét, nyilatkozatban kötelezte magát, hogy távol marad mindenfajta politikai szerepvállalástól. Egyszerű és visszahúzódó életet élt családjával a Salzburg tartományban lévő Flederbachschlössl nevű kastélyban, melyet 1912-ben vásárolt. Támogatta a Salzburgi Művészeti Egyesületet (Salzburger Kunstverein), rézkarcokat készített és tájképeket festett. Tiszti nyugdíjából és műveinek eladásából élt. 1969. május 21-én hunyt el 91 éves korában. 2009-ben unokája, Helvig Jordis von Lohausen a Salzburgi Múzeumnak adományozta Henrik Ferdinánd közel 500 festményét, 1000 rajzát és a fényképeiből összeállított 80 fotóalbumot.

## Művei
- Die Wasserstraße Mitteleuropas (Közép-Európa vízi útjai), Bécs, 1917.

## Fordítás
Ez a szócikk részben vagy egészben  a   Heinrich Ferdinand von Österreich-Toskana című német Wikipédia-szócikk fordításán alapul.  Az eredeti cikk szerkesztőit annak laptörténete sorolja fel. Ez a jelzés csupán a megfogalmazás eredetét és a szerzői jogokat jelzi, nem szolgál a cikkben szereplő információk forrásmegjelöléseként.